# Le Temple noir
Le Temple noir est un roman policier d'Éric Giacometti et Jacques Ravenne, publié en 2012. C'est le neuvième tome de la série des enquêtes du commissaire Antoine Marcas. Il s'agit de la suite du précédent roman Le Septième Templier.

## Résumé
Le roman est découpé en deux époques qui s'enchainent chapitre après chapitre. 
La première époque se déroule en Terre Sainte, vers 1232. Un mystère persiste sous la ville de Jérusalem, un secret que les templiers aimeraient bien connaitre. Mais la politique s'en mêle, le légat du Pape veut changer le désordre régional et veut financer le rétablissement de l'ordre avec l'argent des Templiers. Ces deux quêtes vont se mêler en une terrible moyenâgeuse et violente histoire.
La deuxième se déroule de nos jours. Le trésor des templiers découvert, une autre intrigue commence car ce trésor ne serait pas le seul ! Une confrérie protège en effet un secret bien plus puissant, qui pourrait bouleverser le monde parce que lié à l'énergie. Le commissaire Marcas enquête dans le milieu des Frères, sous la surveillance de sa dangereuse ennemie la Louve et de son patron.

## Éditions
- Fleuve noir, 2012  (ISBN 978-2265093690)
- Pocket Thriller no 15644, 2013  (ISBN 978-2266241502)